# Филимоново (Сергиево-Посадский район)
Филимоново — деревня в Сергиево-Посадском районе Московской области России, входит в состав городского поселения Хотьково.

## Население
| 1859 | 1890 | 1899 | 1926 | 2002 | 2006 | 2010 |
| ---- | ---- | ---- | ---- | ---- | ---- | ---- |
| 136  | ↗145 | →145 | ↗228 | ↘22  | ↗25  | ↗32  |

## География
Деревня Филимоново расположена на севере Московской области, в южной части Сергиево-Посадского района, примерно в 44,5 км к северу от Московской кольцевой автодороги, в 9 км к юго-западу от железнодорожной станции Сергиев Посад.
В 4,5 км юго-восточнее деревни проходит Ярославское шоссе М8, в 15 км к югу — Московское малое кольцо А107, в 15 км к северу — Московское большое кольцо А108, в 32 км к западу — Дмитровское шоссе А104. В 1 км севернее — линия Ярославского направления Московской железной дороги.
Ближайший сельский населённый пункт — деревня Морозово, ближайший остановочный пункт — железнодорожная станция Хотьково.
К деревне приписано 10 садоводческих товариществ (СНТ).

## История
В «Списке населённых мест» 1862 года — казённая деревня 1-го стана Дмитровского уезда Московской губернии по правую сторону Московско-Ярославского шоссе (из Ярославля в Москву), в 39 верстах от уездного города и 9 верстах от становой квартиры, при прудах, с 19 дворами и 136 жителями (67 мужчин, 69 женщин).
По данным на 1890 год — деревня Морозовской волости 1-го стана Дмитровского уезда с 145 жителями.
В 1913 году — 37 дворов.
По материалам Всесоюзной переписи населения 1926 года — деревня Морозовского сельсовета Хотьковской волости Сергиевского уезда Московской губернии в 4,3 км от Ярославского шоссе и 3,2 км от станции Хотьково Северной железной дороги, проживало 228 жителей (102 мужчины, 126 женщин), насчитывалось 42 крестьянских хозяйства.
С 1929 года — населённый пункт Московской области в составе:
- Морозовского сельсовета Сергиевского района (1929—1930)[14],
- Морозовского сельсовета Загорского района (1930—1954)[15][16],
- Митинского сельсовета Загорского района (1954—1963, 1965—1991)[17][18],
- Митинского сельсовета Мытищинского укрупнённого сельского района (1963—1965)[17],
- Митинского сельсовета Сергиево-Посадского района (1991—1994)[18],
- Митинского сельского округа Сергиево-Посадского района (1994—2006)[19],
- городского поселения Хотьково Сергиево-Посадского района (2006 — н. в.)[20][21].